# Borsodnádasd
Borsodnádasd är en stad och kommun i distriktet Ózd i provinsen Borsod-Abaúj-Zemplén i Ungern. Kommunen har 2 808 invånare (2024), på en yta av 28,08 km².